# Mpumelelo Mhlongo
Mpumelelo Mhlongo est un athlète sud-africain né le 22 mars 1994. Il est le porte-drapeau de son pays lors des Jeux olympiques d'été de Paris 2024. Il est titulaire de plusieurs records du monde et a remporté des médailles lors de compétitions internationales majeures.

## Carrière
Né avec le syndrome des brides amniotiques et un pied bot le 22 mars 1994,  Mpumelelo Mhlongo grandit à Chatsworth au KwaZulu-Natal, et poursuit ses études en ingénierie chimique à l'Université du Cap. Il fait ses débuts aux Jeux Paralympiques de Rio en 2016, ensuite aux Jeux de Tokyo en 2021, où il a établi des records dans les épreuves du 100 m et du 200 m T44.
Lors des Championnats du monde de para-athlétisme 2019, il remporte une médaille d'argent au 100 m et une médaille de bronze au saut en longueur.
En mai 2024, il remporte l'or au 100 m T44 lors des Championnats du monde de para-athlétisme à Kobe, au Japon.
En plus de sa carrière sportive, il travaille pour Investec, qui le sponsorise dans sa préparation.
L'été 2024, lors des jeux de PARIS 2024 , il devient CHAMPION OLYMPIQUE du 100 m T44 et médaillé de bronze sur 200m T64.

## Distinctions
2024 : Mpumelelo Mhlongo reçoit le titre de "Sportman of the Year with a Disability" aux SA Sports Awards. 